# Lillo (Spagna)
Lillo è un comune spagnolo di 2 813 abitanti situato nella comunità autonoma di Castiglia-La Mancia.
Il monumento principale è la chiesa parrocchiale di San Martín Obispo risalente alla metà del XV secolo, nel centro storico, dichiarata "Bene di interesse culturale" nel 1991. Tra gli altri edifici interessanti il Convento Francescano, edificato nel 1644, oggi sede di un ostello.